# ルイス・アルベルト・ペレス
ルイス・アルベルト・ペレス（Luis Alberto Pérez、男性、1978年4月6日 - ）は、ニカラグアのプロボクサー。元IBF世界スーパーフライ級王者。元IBF世界バンタム級王者。世界2階級制覇王者。

## 来歴
1996年11月2日にマナグアでダニエル・ロサレスと対戦し、3回TKO勝ちを収めデビュー戦を制した。
2000年3月11日にマナグアのヒムナシオ・ポリデボルティーボ・エスパーニャでルーベン・ディアスとWBAフェデセントロスーパーフライ級王座決定戦を行い、12回3-0の判定勝ちを収め王座獲得に成功、同年9月7日にミシシッピ州ビロクシのグランド・カジノ・ガルフポートでヴァーニー・トーレスとWBOインターコンチネンタルスーパーフライ級王座を賭け対戦したが、プロ初黒星となる12回0-3の判定負けを喫しWBOインターコンチネンタル王座の獲得に失敗した。
2001年7月14日にマナグアのヒムナシオ・アレクシス・アルゲリョでエディソン・トーレスとWBAフェデラテンスーパーフライ級王座決定戦を行い、12回3-0の判定勝ちを収めWBAフェデラテン王座の獲得に成功した。
2003年1月4日にワシントンD.C.のDCアーモリーでフェリックス・マチャドの持つIBF世界スーパーフライ級王座に挑戦。試合は12回2-1の判定勝ちを収め王座獲得に成功した。同年12月13日にニュージャージー州アトランティックシティのボードウォーク・ホールに舞台を変えてフェリックス・マチャドと再戦し、12回3-0の判定勝ちを収めIBF王座の初防衛に成功した。
2006年5月6日にマサチューセッツ州ウースターでディミトリー・キリロフと対戦し、12回2-1（110-117、115-113、114-113）の判定勝ちを収めIBF王座の3度目の防衛に成功した。
2006年11月3日、IBF世界スーパーフライ級王座を剥奪された。
2007年7月7日にコネチカット州ブリッジポートのアリーナ・アット・ハーバーヤードでヘナロ・ガルシア（メキシコ）とIBF世界バンタム級王座決定戦を行い、7回1分39秒TKO勝ちを収め2階級制覇に成功した。しかしサクラメントのアルコ・アリーナでジョゼフ・アグベコ（ガーナ）と対戦し、ペレスの7回終了時棄権によりIBF王座の初防衛に失敗、王座から陥落した。
2008年9月18日、パナマ市のセントロ・デ・コンベンシオネス・フィガリでリカルド・コルドバ（パナマ）とWBA世界スーパーバンタム級暫定王座決定戦を行い、12回0-3（110-118、111-117、111-117）の判定負けを喫し3階級制覇に失敗した。

## 獲得タイトル
- WBAフェデセントロスーパーフライ級王座
- WBAフェデラテンスーパーフライ級王座
- IBF世界スーパーフライ級王座
- IBF世界バンタム級王座